# Saint-Arnoult (Calvados)
Pour les articles homonymes, voir Saint-Arnoult.
Saint-Arnoult est une commune française, située dans le département du Calvados en région Normandie, peuplée de 1 103 habitants.

## Géographie
La commune est au nord du pays d'Auge, à proximité de la Côte Fleurie. Son bourg est à 3 km au sud de Deauville, à 9,5 km au nord-ouest de Pont-l'Évêque et à 20 km à l'est de Cabourg.
| Deauville   | Deauville, Touques | Touques                             |
| Tourgéville | Saint-Arnoult      | Bonneville-sur-Touques              |
| Tourgéville | Tourgéville        | Bonneville-sur-Touques, Tourgéville |

### Hydrographie
La commune est située dans le bassin Seine-Normandie. Elle est drainée par la Touques, le ruisseau du Vaunoy, le ruisseau des Ouis, un bras de la Touques, le fossé 04 de la Poterie et divers autres petits cours d'eau,.
La Touques, d'une longueur de 108 km, prend sa source dans la commune de Champ-Haut et se jette  dans la baie de Seine en limite de Trouville-sur-Mer et de Deauville, après avoir traversé 42 communes. 

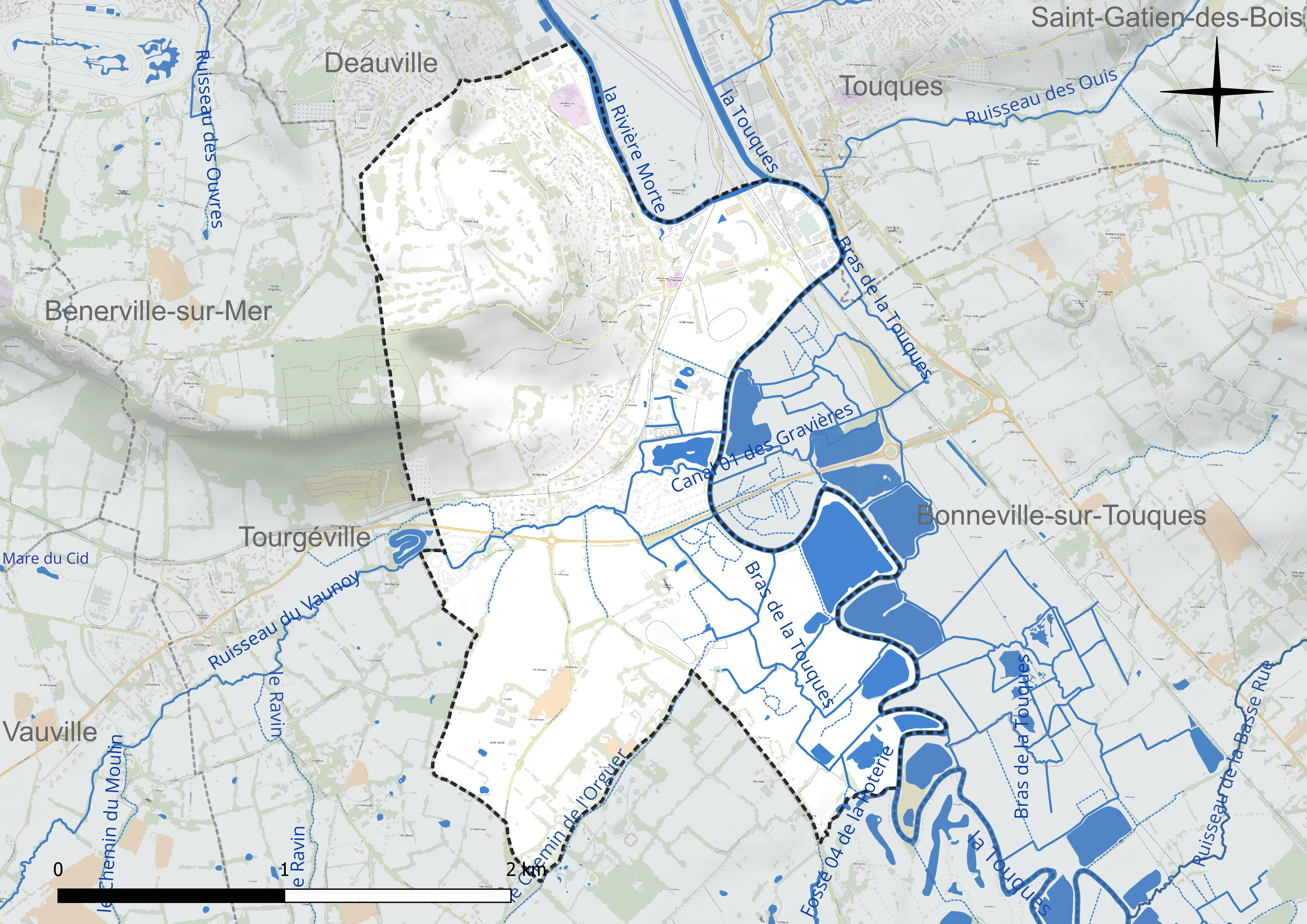
Réseau hydrographique de Saint-Arnoult.

### Climat
Pour des articles plus généraux, voir Climat de la Normandie et Climat du Calvados.
En 2010, le climat de la commune est de type climat océanique franc, selon une étude du CNRS s'appuyant sur une série de données couvrant la période 1971-2000. En 2020, Météo-France publie une typologie des climats de la France métropolitaine dans laquelle la commune est exposée à un climat océanique et est dans la région climatique  Côtes de la Manche orientale, caractérisée par un faible ensoleillement (1 550 h/an) ; forte humidité de l'air (plus de 20 h/jour avec humidité relative > 80 % en hiver), vents forts fréquents. Parallèlement le GIEC normand, un groupe régional d'experts sur le climat, différencie quant à lui, dans une étude de 2020, trois grands types de climats pour la région Normandie, nuancés à une échelle plus fine par les facteurs géographiques locaux. La commune est, selon ce zonage, exposée à un « climat contrasté des collines », correspondant au Pays d'Auge, Lieuvin et Roumois, moins directement soumis aux flux océaniques et connaissant toutefois des précipitations assez marquées en raison des reliefs collinaires qui favorisent leur formation.
Pour la période 1971-2000, la température annuelle moyenne est de 11 °C, avec  une amplitude thermique annuelle de 12,9 °C. Le cumul annuel moyen de précipitations est de 805 mm, avec 12,7 jours de précipitations en janvier et 8 jours en juillet. Pour la période 1991-2020, la température moyenne annuelle observée sur la station météorologique la plus proche, située sur la commune de Deauville à 3 km à vol d'oiseau, est de 0,0 °C et le cumul annuel moyen de précipitations est de 0,0 mm. Pour l'avenir, les paramètres climatiques de la commune estimés pour 2050 selon différents scénarios d'émission de gaz à effet de serre sont consultables sur un site dédié publié par Météo-France en novembre 2022.

## Urbanisme

### Typologie
Au 1er janvier 2024, Saint-Arnoult est catégorisée petite ville, selon la nouvelle grille communale de densité à 7 niveaux définie par l'Insee en 2022.
Elle appartient à l'unité urbaine de Dives-sur-Mer, une agglomération intra-départementale dont elle est une commune de la banlieue,. Par ailleurs la commune fait partie de l'aire d'attraction de Trouville-sur-Mer, dont elle est une commune du pôle principal,. Cette aire, qui regroupe 35 communes, est catégorisée dans les aires de moins de 50 000 habitants,.

### Occupation des sols
L'occupation des sols de la commune, telle qu'elle ressort de la base de données européenne d'occupation biophysique des sols Corine Land Cover (CLC), est marquée par l'importance des territoires agricoles (53 % en 2018), en diminution par rapport à 1990 (60,9 %). La répartition détaillée en 2018 est la suivante : 
prairies (45,7 %), zones urbanisées (20,9 %), espaces verts artificialisés, non agricoles (18,3 %), zones agricoles hétérogènes (7,3 %), forêts (2,8 %), eaux continentales (2,6 %), zones industrielles ou commerciales et réseaux de communication (2,4 %). L'évolution de l'occupation des sols de la commune et de ses infrastructures peut être observée sur les différentes représentations cartographiques du territoire : la carte de Cassini (XVIIIe siècle), la carte d'état-major (1820-1866) et les cartes ou photos aériennes de l'IGN pour la période actuelle (1950 à aujourd'hui).

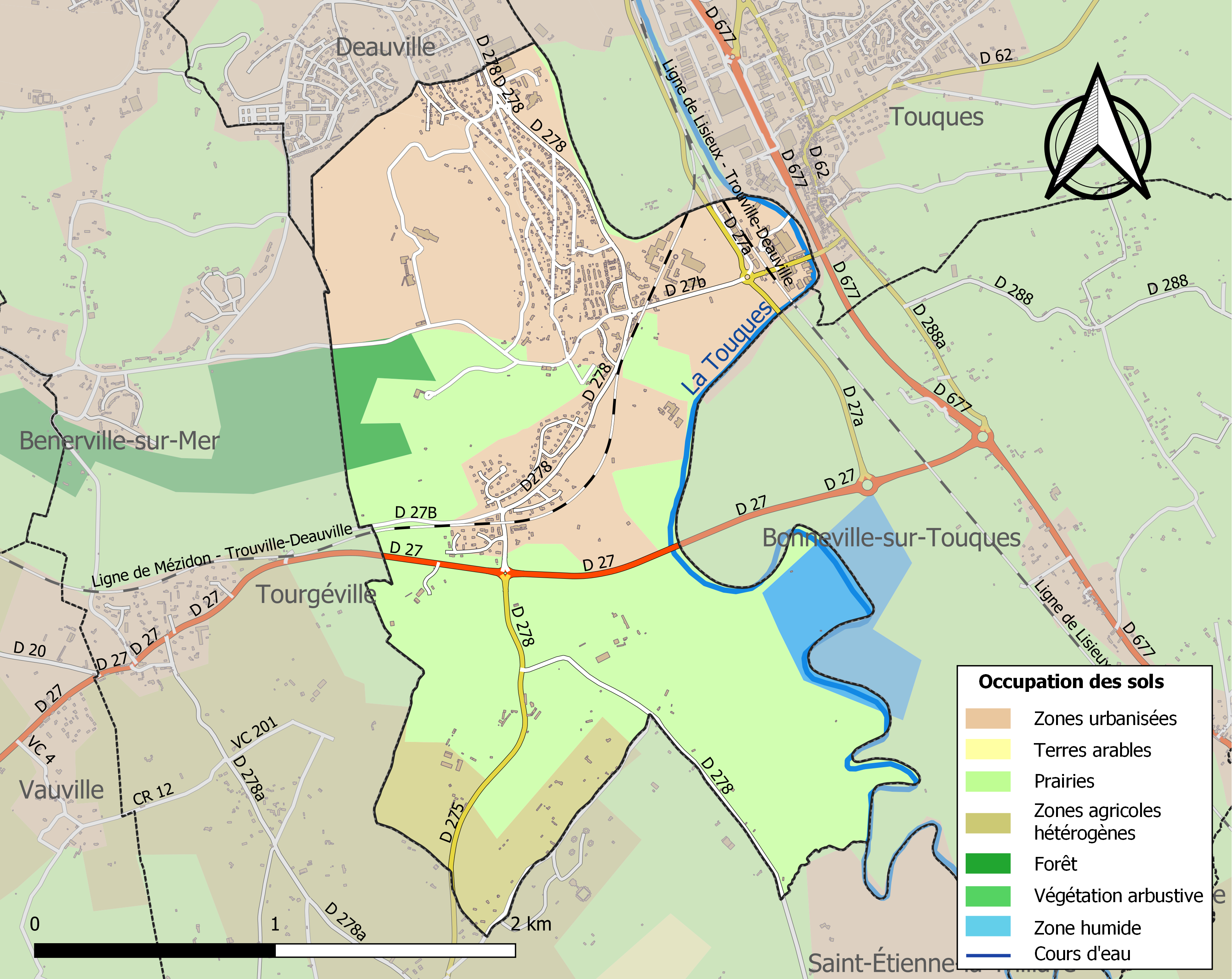
Carte des infrastructures et de l'occupation des sols de la commune en 2018 (CLC).

## Toponymie
L'hagiotoponyme de la localité est attesté sous la forme Sancti Arnulfi en 1061 et en 1066, Sanctus Arnulfus en 1220 (charte de l'hospice de Lisieux, n° 21), Sanctus Arnulfus super Touquam au XVIe siècle (pouillé de Lisieux, n° 50), Saint Arnoul sur Touque au XVIIe siècle (pouillé de Lisieux, p. 51), Saint Arnou sur Touque en 1723.
Le personnage ayant donné son nom à la paroisse serait, parmi les nombreux saints Arnoul, le même Arnoul célébré à Saint-Arnoult-en-Yvelines. La légende le désigne comte de Reims, évêque à titre provisoire de Tours, mort vers 535,.
La commune est parfois désignée sous le nom de Saint-Arnoult-sur-Touques.
Le gentilé est Arnulphien.

## Politique et administration
| Période                                  | Période   | Identité         | Étiquette    | Qualité               |
| ---------------------------------------- | --------- | ---------------- | ------------ | --------------------- |
| 1977                                     | mars 2008 | Ghislain Hardy   | DVD puis UMP |                       |
| mars 2008                                | En cours  | François Pédrono | SE           | Entraîneur de chevaux |
| Les données manquantes sont à compléter. |           |                  |              |                       |

Le conseil municipal est composé de quinze membres dont le maire et trois adjoints.

## Démographie
L'évolution du nombre d'habitants est connue à travers les recensements de la population effectués dans la commune depuis 1793. Pour les communes de moins de 10 000 habitants, une enquête de recensement portant sur toute la population est réalisée tous les cinq ans, les populations de référence des années intermédiaires étant quant à elles estimées par interpolation ou extrapolation. Pour la commune, le premier recensement exhaustif entrant dans le cadre du nouveau dispositif a été réalisé en 2004.
En 2022, la commune comptait 1 103 habitants, en évolution de −6,68 % par rapport à 2016 (Calvados : +1,58 %, France hors Mayotte : +2,11 %).
Saint-Arnoult avait compté jusqu'à 253 habitants en 1806 puis la population était redescendu à 96 (1851). Le précédent maximum fut dépassé en 1931 (321 habitants).
| 1793 | 1800 | 1806 | 1821 | 1831 | 1836 | 1841 | 1846 | 1851 |
| ---- | ---- | ---- | ---- | ---- | ---- | ---- | ---- | ---- |
| 189  | 218  | 253  | 167  | 121  | 118  | 105  | 109  | 96   |

| 1856 | 1861 | 1866 | 1872 | 1876 | 1881 | 1886 | 1891 | 1896 |
| ---- | ---- | ---- | ---- | ---- | ---- | ---- | ---- | ---- |
| 98   | 106  | 127  | 107  | 119  | 101  | 114  | 121  | 106  |

| 1901 | 1906 | 1911 | 1921 | 1926 | 1931 | 1936 | 1946 | 1954 |
| ---- | ---- | ---- | ---- | ---- | ---- | ---- | ---- | ---- |
| 115  | 141  | 147  | 123  | 197  | 321  | 294  | 336  | 340  |

| 1962 | 1968 | 1975 | 1982 | 1990 | 1999 | 2004 | 2006 | 2009  |
| ---- | ---- | ---- | ---- | ---- | ---- | ---- | ---- | ----- |
| 444  | 523  | 526  | 518  | 766  | 903  | 822  | 910  | 1 193 |

| 2014  | 2019  | 2022  | - | - | - | - | - | - |
| ----- | ----- | ----- | - | - | - | - | - | - |
| 1 207 | 1 132 | 1 103 | - | - | - | - | - | - |

## Économie
- Balzane, brasserie créée en 2001, rachetée fin 2006 par le groupe Maeyaert.

## Lieux et monuments
- Vestiges d'un prieuré du XIe siècle : chapelle priorale et église paroissiale, ensemble classé au titre des monuments historiques[32]. Un projet de réhabilitation de l'église est à l'étude[33].
- Château d'Estimauville (XVIIIe siècle).
- Vestiges du château de Lassay (XVIIe siècle).
- Hauteurs orientales du mont Canisy.

## Activité et manifestations
- Parc Deauville-Aventure, parc de loisirs.
- Golf Barrière de Deauville sur le mont Canisy, comptant vingt-sept trous sur 70 ha.
- Pôle international du cheval de Deauville (PIC) (2010), situé sur la départementale 27b.

## Personnalités liées à la commune

### Décès
- Jacques Thébault (1924-2015), comédien spécialisé dans le doublage.
- Maurice Séveno (1925-2018), journaliste.
- Guylaine Guy (1929-2024), chanteuse, actrice et artiste visuelle canadienne.
- Ivan Cloulas (1932-2013), historien et archiviste, spécialiste de l'histoire de la Renaissance.
- Michel Lang (1939-2014), réalisateur et scénariste (À nous les petites Anglaises, L'Hôtel de la plage…).

## Héraldique
| Blason de Saint-Arnoult (Calvados) | Blason  | Parti : au 1er de sinople à l'église d'argent maçonnée de sable, au 2e de gueules à la raquette de tennis d'argent posée en barre accostée de deux balles du même, le tout sommé d'un chef cousu d'azur chargé de trois cygnes nageant d'argent. |
| Blason de Saint-Arnoult (Calvados) | Détails | |